# Yonezawa
Yonezawa (jap. 米沢市 Yonezawa-shi) – miasto w prefekturze Yamagata w Japonii (Honsiu). Ma powierzchnię 548,51 km². W 2020 r. mieszkały w nim 81 252 osoby, w 33 013 gospodarstwach domowych  (w 2010 r. 89 401 osób, w 32 920 gospodarstwach domowych) .

## Położenie
Miasto leży w południowej części prefektury. Graniczy z miastami:
- Fukushima
- Kitakata (oba z prefektury Fukushima)

oraz kilkoma miasteczkami.

## Gospodarka
Ośrodek turystyczny oraz przemysłu włókienniczego, elektromaszynowego, drzewnego oraz spożywczego.

## Historia
Miasto powstało 1 kwietnia 1889 roku.

## Miasta partnerskie
- Stany Zjednoczone: Moses Lake